# タイ族 (中国)
タイ族（タイぞく、中: 傣族、英: Dai people）とは、中国雲南省のシーサンパンナ・タイ族自治州と徳宏タイ族チンポー族自治州に居住するタイ系民族。中華人民共和国の56の少数民族の1つ。人口は116万人ほど（2005）。かつては、パイイ（擺彝）、ポなどとも呼ばれた。
メコン川やエーヤワディー川の支流域に居住しており、古くから水稲栽培を行ってきたほか、茶や樟脳の栽培も行う。ミャンマーから伝来した仏教を信仰する。

## 自治地方

### 自治州
- 雲南省
  - 徳宏タイ族チンポー族自治州
  - シーサンパンナ・タイ族自治州

### 自治県
- 雲南省
  - 元江ハニ族イ族タイ族自治県
  - 新平イ族タイ族自治県
  - 景谷タイ族イ族自治県
  - 孟連タイ族ラフ族ワ族自治県
  - 耿馬タイ族ワ族自治県
  - 双江ラフ族ワ族プーラン族タイ族自治県
  - 金平ミャオ族ヤオ族タイ族自治県

### 民族郷
- 会理市
  - 新安タイ族郷
- 通海県
  - 高大タイ族イ族郷
- 保山市隆陽区
  - 芒寛イ族タイ族郷
- 昌寧県
  - 湾甸タイ族郷
- 華坪県
  - 新荘リス族タイ族郷
  - 船房リス族タイ族郷
- 普洱市思茅区
  - 竜潭イ族タイ族郷
- 臨滄市臨翔区
  - 平村イ族タイ族郷
- 雲県
  - 栗樹イ族タイ族郷
- 永徳県
  - 大雪山イ族ラフ族タイ族郷
- 滄源ワ族自治県
  - 勐角タイ族イ族ラフ族郷
- 大姚県
  - 湾碧タイ族リス族郷
- 永仁県
  - 永興タイ族郷
- 武定県
  - 東坡タイ族郷